# Gesetz über die Nichtanpassung von Amtsgehalt und Ortszuschlag der Mitglieder der Bundesregierung und der Parlamentarischen Staatssekretäre
Das Gesetz über die Nichtanpassung von Amtsgehalt und Ortszuschlag der Mitglieder der Bundesregierung und der Parlamentarischen Staatssekretäre bestimmt, dass abweichend von den in § 11 Bundesministergesetz und § 5 Gesetz über die Rechtsverhältnisse der Parlamentarischen Staatssekretäre festgelegten Amtsbezüge die Amtsbezüge niedriger sind. Als Lex specialis geht es diesen beiden Gesetzen vor.

## Gliederung
- § 1 Amtsverhältnisrechtliche Ausnahmeregelung
- § 1a Fortgeltung bisherigen Rechts
- § 1b Bezugsgröße B 11
- § 2 Inkrafttreten

## Inhalt
Die Amtsgehälter und Ortszuschläge sind aufgrund der dauerhaften Abkopplungen von den allgemeinen Besoldungserhöhungen durch das Gesetz über die Nichtanpassung von Amtsgehalt und Ortszuschlag der Mitglieder der Bundesregierung (Bundeskanzler und Bundesminister) und der Parlamentarischen Staatssekretäre in den Jahren 1992 bis 1994 sowie das Gesetz zum Ausschluss von Dienst-, Amts- und Versorgungsbezügen von den Einkommensanpassungen 2003/2004, das Gesetz über die Anpassung von Dienst- und Versorgungsbezügen im Bund 2008/2009 und das Gesetz über die Anpassung von Dienst- und Versorgungsbezügen im Bund 2010/2011 deutlich niedriger als im Bundesministergesetz vorgesehen.
Nach dem Gesetz erhalten die Mitglieder der Bundesregierung und die Parlamentarischen Staatssekretäre des Bundes ihre gesetzlichen Amtsbezüge in Form des Amtsgehalts und des Ortszuschlags nur in Höhe der Beträge, wie sie sich nach dem Stand des Bundesbesoldungs- und -versorgungsanpassungsgesetzes 1991 und unter Berücksichtigung des Artikels 2 des Gesetzes vom 28. Mai 1990 ergeben. Im Bundesbesoldungs- und -versorgungsanpassungsgesetzes 1991 betrug das Grundgehalt 15.052,44 DM in der Besoldungsgruppe B 11.
Artikel 3 (Änderung des Bundesbesoldungsgesetzes) des Gesetzes zur Reform des öffentlichen Dienstrechts vom 24. Februar 1997 (BGBl. I S. 322) gilt nicht für die Amtsbezüge der Mitglieder der Bundesregierung und der Parlamentarischen Staatssekretäre des Bundes und für die Versorgungsbezüge aus einem Amtsverhältnis als Mitglied der Bundesregierung oder Parlamentarischer Staatssekretär des Bundes. Bestandteil der Amts- und Versorgungsbezüge sind weiterhin Amtsgehalt und Ortszuschlag; insoweit gilt das Bundesbesoldungsgesetz in der bis zum 30. Juni 1997 geltenden Fassung fort.
Die Mitglieder der Bundesregierung und die Parlamentarischen Staatssekretäre des Bundes erhalten ihre gesetzlichen Amtsbezüge in Form des Amtsgehaltes und des Ortszuschlages nur in Höhe der Beträge, die am 30. Juni 2009 zugrunde zu legen waren. Diese Amtsbezüge nehmen an den nach dem 1. August 2011 erfolgenden allgemeinen prozentualen Anpassungen der Besoldung der Bundesbeamten der Besoldungsgruppe B 11 teil.
Demnach erhält ein Parlamentarischer Staatssekretär 11.092,04 Euro und 878,10 Euro Ortszuschlag,

## Amtsbezüge 2013
Die Amtsbezüge der Parlamentarischen Staatssekretäre setzen sich zum 1. August 2013 wie folgt zusammen:
| Amtsbezüge               | Betrag      |
| ------------------------ | ----------- |
| Amtsgehalt               | 9.664,45 €  |
| Allgemeine Stellenzulage | 30,68 €     |
| Ortszuschlag Stufe 1     | 878,10 €    |
| Ortszuschlag Stufe 2     | 140,14 €    |
| Kinderzuschlag           | 119,86 €    |
| Summe                    | 10.833,23 € |

## Amtsbezüge ohne dieses Gesetz
Ohne dieses Gesetz erhielten der Bundeskanzler monatlich im Voraus ein Amtsgehalt in Höhe von einzweidrittel und die Bundesminister in Höhe von eineindrittel des Grundgehalts der Besoldungsgruppe B 11 einschließlich zum Grundgehalt allgemein gewährter Zulagen. Zudem erhalten sie einen Ortszuschlag in Höhe von eineindrittel des in der Besoldungsgruppe B 11 zustehenden Ortszuschlags sowie eine Dienstaufwandsentschädigung. Letztere beträgt für den Bundeskanzler jährlich 24.000 DM und für die Bundesminister 7.200 DM. Demnach erhielte der Bundeskanzler ein Amtsgehalt in Höhe von 24.680,42 Euro brutto, die Bundesminister in Höhe von 19.744,33 Euro.[veraltet] Bei den Parlamentarischen Staatssekretären des Bundes betrüge das Amtsgehalt und die Dienstaufwandsentschädigung 75 Prozent des Amtsgehalts und der Dienstaufwandsentschädigung eines Bundesministers betragen. Dies entspräche dem Grundgehalt der Besoldungsgruppe B 11. Sie erhielten somit 14.808,25 Euro brutto.[veraltet]

## Änderungen
Das Gesetz wurde zuletzt durch Art. 9 des „Gesetzes zur Übertragung ehebezogener Regelungen im öffentlichen Dienstrecht auf Lebenspartnerschaften“ geändert. In § 1a Satz 2 des Gesetzes wurde der zweite Halbsatz neu folgt gefasst.
Davor wurde es durch Art. 10a das Bundesbesoldungs- und -versorgungsanpassungsgesetz 2010/2011 (BBVAnpG 2010/2011) vom 19. November 2010 geändert. Dem § 1 wurde ein Absatz 3 angefügt und in § 1b Satz 2 wurde die Datumsangabe 1. Juli 2009 durch 1. August 2011 ersetzt.
Davor wurde es durch Art. 15 Abs. 4 des Dienstrechtsneuordnungsgesetzes (DNeuG) vom 5. Februar 2009 geändert.
Davor wurde es durch Art. 5 Abs. 4 des Bundesbesoldungs- und -versorgungsanpassungsgesetz 2008/2009 (BBVAnpG 2008/2009) vom 29. Juli 2008 geändert.